# Кымпяну, Сорин
Сори́н Миха́й Кымпя́ну (рум. Sorin Mihai Cîmpeanu; род. 18 апреля 1968, Бухарест) — румынский политический деятель который в настоящее время занимает пост министра образования в кабинете министров Флорина Кыцу. Ранее он занимал ту же должность в кабинете Виктора Понты, а с 5 по 17 ноября 2015 года исполнял обязанности премьер-министра Румынии после того, как президент Клаус Йоханнис принял отставку премьер-министра Понты. Назначение Сорина Кымпяну Клаусом Йоханнисом было лишь временной мерой, пока не был избран новый кандидат на этот пост.

## Биография
Сорин Кымпяну родился 18 апреля 1968 года. В 1986 году окончил Бухарестский национальный колледж Святого Саввы, а затем, в 1991 году, факультет мелиорации и экологической инженерии Университета сельскохозяйственных наук и ветеринарной медицины Бухареста (USAMV). После окончания факультета в течение года работал инженером-проектировщиком в Институте исследований и проектов по благоустройству земель.
В 1992 году начал свою университетскую карьеру, пройдя все этапы: подготовительный (1992—1995), научный сотрудник (1995—1997), заведующий кафедрой (1997—2001), преподаватель (2001—2006) и профессор (с 2006 года). С 2006 года — научный руководитель PhD. Он был заместителем декана факультета мелиорации и инженерной экологии в USAMV (2004—2008), затем деканом (2008—2012), а затем, с марта 2012 по декабрь 2014 года, был ректором Университета.
Он является членом нескольких профессиональных ассоциаций и организаций, в том числе: Национальное управление по мелиорации земель, Генеральная ассоциация инженеров Румынии, Румынский фонд развития сельских районов, Национальное общество почвоведения, Национальная ассоциация менеджеров университетов, Национальный комитет по борьбе с засухой, опустыниванием и деградацией земель, Центр исследований в области сельского строительства и защиты окружающей среды и Центр исследований в области биотехнологий.

## Политическая карьера

### Министр образования
Сорин Кымпяну был назначен министром национального образования в кабинете министров Понты 17 декабря 2014 года. Во время своего пребывания на посту Кымпяну инициировал спорное Постановление о чрезвычайной ситуации, которое амнистировало плагиаторов, позволяя докторам отказаться от титула, учитывая, что тогдашний премьер-министр Виктор Понта был обвинен в плагиате его докторской диссертации. Впоследствии депутаты проголосовали против этого постановления.
Сорин Кымпяну не является членом политической партии, его предложил и поддержал в образовательном портфеле в правительстве Понты лидер Консервативной партии Даниэль Константин, он временно отстранён от должности ректора Университета агрономии в Бухаресте и временно отстранён от должности президента Национального совета ректоров.

### В качестве исполняющего обязанности премьер-министра
После своего назначения Кымпяну заверил инвесторов и кредиторов в том, что «Румыния есть и должна оставаться фактором стабильности». Он также сказал румынам, что для сохранения доверия к стране необходима максимально сбалансированная экономика.
Он также указал, что временное правительство продолжит работу над бюджетными планами страны на 2016 год, хоть оно и не уполномочено принимать новые законы.

## Научно-исследовательская деятельность
Сорин Кымпяну написал более 80 научных статей и 11 специализированных книг/университетских пособий, участвуя в более чем 60 проектах в качестве члена группы экспертов или экспертов-консультантов, в том числе в трёх международных проектах. С 2012 года Кымпяну является членом-корреспондентом Румынской академии технических наук, членом-корреспондентом Академии сельскохозяйственных и лесных наук им. Георге Ионеску Шикешти и генеральным секретарем Национального совета по подтверждению титулов, дипломов и свидетельств об университете, а также с 2013 года председатель Национального совета ректоров Румынии.

## Награды и отличия
Сорин Кымпяну был удостоен звания почетного доктора в нескольких румынских университетах: Ясском техническом университете имени Георге Асаки (2014), Бухарестском университете сельскохозяйственных наук и ветеринарной медицины (2015), Крайовском университете (2017), Академии сухопутных войск имени Николае Бэлческу (2018), Университете Овидия в Констанце (2018), Бухарестской экономической академии (2018) и Университете сельскохозяйственных наук и ветеринарной медицины Клуж-Напоки (2018).
В 2002 году он был удостоен награды «In Hoc Signo Vinces» за исследовательскую деятельность Национального совета по научным исследованиям в высшем образовании, в 2004 году получил медаль «За заслуги перед образованием», присуждённую Президентом Румынии, а в 2013 году получил звание «Личность года европейской Румынии», присвоенное EUROLINK — Фондом Дома Европы.